# Cirrhilabrus punctatus
Cirrhilabrus punctatus là một loài cá biển thuộc chi Cirrhilabrus trong họ Cá bàng chài. Loài này được mô tả lần đầu tiên vào năm 1989.

## Từ nguyên
Từ định danh punctatus trong tiếng Latinh có nghĩa là "lấm chấm", hàm ý đề cập đến những chấm nhỏ nhạt màu trên đầu và thân của loài cá này (cả cá đực và cá cái).

## Phạm vi phân bố và môi trường sống
C. punctatus được tìm thấy tại rạn san hô Great Barrier, rạn san hô Elizabeth và rạn san hô Middleton trên biển San Hô, cũng như tại đảo Lord Howe, đôi khi cũng được nhìn thấy ở Papua New Guinea.
Ngoài ra, còn hai biến dị kiểu hình của loài này ở các đảo quốc Nam Thái Bình Dương: kiểu hình thứ nhất phổ biến ở Vanuatu và Nouvelle-Calédonie, kiểu hình còn lại được quan sát ở Fiji, Tonga, Tuvalu, Wallis và Futuna và quần đảo Samoa.
C. punctatus sinh sống gần các rạn san hô trên nền đá vụn ở độ sâu khoảng 2–78 m.

## Mô tả
Chiều dài lớn nhất được ghi nhận ở C. punctatus là 13 cm.
Cá đực có màu ô liu sẫm đến nâu, đậm dần thành màu lục xám rồi chuyển thành màu trắng ở bụng. Thân và các vây có nhiều chấm nhỏ li ti màu xanh ánh kim. Mống mắt màu đỏ cam. Gốc vây ngực màu đen. Vây lưng và vây hậu môn có màu đỏ tía với một dải màu đen ở gốc; viền xanh óng ở rìa. Vây đuôi bo tròn, có màu vàng lục sẫm. Vây bụng rất dài.
Cá đực ở Vanuatu và Nouvelle-Calédonie có thêm một sọc vàng dọc theo phía sau đường bên; vùng lưng có thể chuyển sang màu đỏ gạch. Còn kiểu hình ở phần còn lại của phạm vi, C. punctatus có màu đỏ tía sẫm thay vì xanh ô liu; một sọc vàng từ môi trên băng qua mắt; sọc đen trên vây lưng và vây hậu môn có thêm viền xanh óng.
Cá cái màu nâu đỏ, cũng nhiều chấm xanh trên cơ thể. Phía trước vây lưng có đốm đen. Các vây trong mờ, phớt đỏ. Cá con có thêm một đốm đen lớn trên cuống đuôi và đốm trắng ở mõm.
Số gai ở vây lưng: 11; Số tia vây ở vây lưng: 9; Số gai ở vây hậu môn: 3; Số tia vây ở vây hậu môn: 9; Số tia vây ở vây ngực: 14–16; Số gai ở vây bụng: 1; Số tia vây ở vây bụng: 5.

## Phân loại học
C. punctatus là một thành viên của nhóm phức hợp loài Cirrhilabrus temminckii và là loài chị em gần nhất với Cirrhilabrus balteatus.

## Thương mại
C. punctatus được thu thập ngành trong ngành buôn bán cá cảnh.